# 経済財政諮問会議

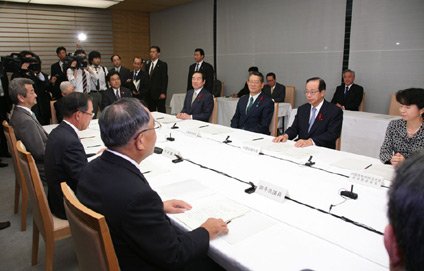
内閣府経済財政諮問会議の会合（2007年10月4日、総理大臣官邸にて）

経済財政諮問会議（けいざいざいせいしもんかいぎ、英語: Council on Economic and Fiscal Policy）は、日本の内閣府に設置されている「重要政策に関する会議」の一つである。設置根拠は内閣府設置法第18条第1項。内閣総理大臣の諮問を受けて、経済財政政策に関する重要事項について調査審議する。橋本行革による2001年1月の中央省庁再編によって設置された。モデルは米国の経済諮問委員会。
本会議においては最終的に経済財政運営と改革の基本方針（骨太の方針）がとりまとめられ、予算方針に反映される。

## 所掌事務
内閣府設置法
第十九条 経済財政諮問会議（以下この目において「会議」という。）は、次に掲げる事務をつかさどる。
一 内閣総理大臣の諮問に応じて経済全般の運営の基本方針、財政運営の基本、予算編成の基本方針その他の経済財政政策（第四条第一項第一号から第三号までに掲げる事項について講じられる政策をいう。以下同じ。）に関する重要事項について調査審議すること。
二 内閣総理大臣又は関係各大臣の諮問に応じて国土形成計画法 （昭和二十五年法律第二百五号）第六条第二項 に規定する全国計画その他の経済財政政策に関連する重要事項について、経済全般の見地から政策の一貫性及び整合性を確保するため調査審議すること。
三 前二号に規定する重要事項に関し、それぞれ当該各号に規定する大臣に意見を述べること。
2 第九条第一項の規定により置かれた特命担当大臣で第四条第一項第一号から第三号までに掲げる事務を掌理するもの（以下「経済財政政策担当大臣」という。）は、その掌理する事務に係る前項第一号に規定する重要事項について、会議に諮問することができる。

3 前項の諮問に応じて会議が行う答申は、経済財政政策担当大臣に対し行うものとし、経済財政政策担当大臣が置かれていないときは、内閣総理大臣に対し行うものとする。

4 会議は、経済財政政策担当大臣が掌理する事務に係る第一項第一号に規定する重要事項に関し、経済財政政策担当大臣に意見を述べることができる。
—内閣府設置法 第二目 経済財政諮問会議 （所掌事務等）
- 経済全般
「経済全般の運営の基本方針」は、「短期の経済の運営」と「中長期の経済の運営」だとされている[2]。
「経済全般の運営」の文言は経済企画庁時代からの「年次経済見通し」などを指す場合と広義の意味での「経済全般（産業、貿易、農業、商業、財政、労働（雇用））」に関する「運営（政策）」を指す場合がある。また、行政改革会議の資料の用例では、経済計画、経済見通し、総合経済対策、公共投資基本計画、雇用対策基本計画等であり、相性すれば「マクロ経済政策」と言われるものだったという[2]。
短期では景気を重視した経済対策、中長期では経済構造改革等による成長トレンドを確保するため、構造改革や制度改革を重視した経済計画が主な手法とされている[2]。

内閣府設置法19条の法文中にある「経済全般の運営の基本方針」、「財政運営の基本」、「予算編成の基本方針」は中央省庁等改革基本法第6条の「国政に関する基本方針」に該当するため、最終的な企画・立案権は諮問会議が置かれている内閣府ではなく、内閣官房にあるとされるが、諮問会議は経済全般、財政、予算編成などの調査審議の場とされている。
内閣府設置法19条の法文中の事項以外に想定されていたものとしては、政府経済見通し、経済対策、中長期の経済展望、経済計画、公共投資基本計画、サミット対処方針（経済部分）、OECD閣僚理事会、ODA大綱、ODA中期政策などがあった。何れも前身の経済企画庁が扱っていたが、実際に諮問会議で議論されているのは、前3者くらいだという。

## 成員
会議は議長と10人以内の議員から成る。議長には内閣総理大臣が充てられ、議員としては内閣官房長官、内閣府特命担当大臣（経済財政政策担当）が法によって定められている。それ以外に、以下が議員となることが慣例化している。
- 「各省大臣のうちから、内閣総理大臣が指定する者」[6]

財務大臣、総務大臣、経済産業大臣
- 「関係機関（国の行政機関を除く）の長のうちから、内閣総理大臣が任命する者」[7]

日本銀行総裁
また、民間有識者数を議員の4割以上確保することが法により定められている。民間議員としては、これまでは財界から2名、学界から2名が選ばれている。民間議員の任期は2年間で、再任が可能。
これ以外に、会議には議案を絞って国務大臣を臨時議員として参加させることができる。また、必要に応じて審議会その他の関係行政機関の長や有識者に資料の提出、意見の開陳、説明などを求めることができる。政府税制調査会会長や、財政制度等審議会会長、規制改革・民間解放推進会議議長などの出席実績がある。

### 歴代内閣の成員
内閣総理大臣を議長とする。内閣総理大臣が外遊その他で出席できないときは、内閣府特命担当大臣（経済財政政策担当）が議長代理を務める。ただし、内閣府特命担当大臣（経済財政政策担当）が置かれていないときは内閣官房長官が議長代理を務める。
＜下表の主な出典： ＞
| 内閣 | 総理大臣 （議長） | 官房長官 | 経済財政 担当大臣 | 総務大臣   | 財務大臣   | 経済産業大臣 | 日本銀行総裁（日銀総裁）             | 民間有識者 （民間議員）    | 民間有識者 （民間議員） | 期間                            | 備 考 |
| 内閣 | 総理大臣 （議長） | 官房長官 | 経済財政 担当大臣 | 総務大臣   | 財務大臣   | 経済産業大臣 | 日本銀行総裁（日銀総裁）             | 財界                       | 学者                    | 期間                            | 備 考 |
| --- | ----------------- | -------- | ----------------- | ---------- | ---------- | ------------ | ------------------------------------ | -------------------------- | ----------------------- | ------------------------------- | ----- |
| 第2次森内閣 | 森喜朗            | 福田康夫 | 額賀福志郎        | 片山虎之助 | 宮澤喜一   | 平沼赳夫     | 速水優                               | 牛尾治朗 奥田碩            | 本間正明 吉川洋         | 2001年1月6日 - 2001年1月23日    | 1     |
| 第2次森内閣 | 森喜朗            | 福田康夫 | 麻生太郎          | 片山虎之助 | 宮澤喜一   | 平沼赳夫     | 速水優                               | 牛尾治朗 奥田碩            | 本間正明 吉川洋         | 2001年1月23日 - 2001年4月26日   | 1     |
| 第1次小泉内閣 | 小泉純一郎        | 福田康夫 | 竹中平蔵          | 片山虎之助 | 塩川正十郎 | 平沼赳夫     | 速水優                               | 牛尾治朗 奥田碩            | 本間正明 吉川洋         | 2001年4月26日 - 2002年3月25日   | 2     |
| 第1次小泉内閣 | 小泉純一郎        | 福田康夫 | 竹中平蔵          | 片山虎之助 | 塩川正十郎 | 平沼赳夫     | 福井俊彦                             | 牛尾治朗 奥田碩            | 本間正明 吉川洋         | 2002年3月25日 - 2003年9月22日   | 2     |
| 第1次小泉内閣 | 小泉純一郎        | 福田康夫 | 竹中平蔵          | 麻生太郎   | 谷垣禎一   | 中川昭一     | 福井俊彦                             | 牛尾治朗 奥田碩            | 本間正明 吉川洋         | 2003年9月22日 - 2003年11月19日  | 3     |
| 第2次小泉内閣 | 小泉純一郎        | 福田康夫 | 竹中平蔵          | 麻生太郎   | 谷垣禎一   | 中川昭一     | 福井俊彦                             | 牛尾治朗 奥田碩            | 本間正明 吉川洋         | 2003年11月19日 - 2004年5月7日   | 4     |
| 第2次小泉内閣 | 小泉純一郎        | 細田博之 | 竹中平蔵          | 麻生太郎   | 谷垣禎一   | 中川昭一     | 福井俊彦                             | 牛尾治朗 奥田碩            | 本間正明 吉川洋         | 2004年5月7日 - 2005年9月21日    | 4     |
| 第3次小泉内閣 | 小泉純一郎        | 細田博之 | 竹中平蔵          | 麻生太郎   | 谷垣禎一   | 中川昭一     | 福井俊彦                             | 牛尾治朗 奥田碩            | 本間正明 吉川洋         | 2005年9月21日 - 2005年10月31日  |       |
| 第3次小泉内閣 | 小泉純一郎        | 安倍晋三 | 与謝野馨          | 竹中平蔵   | 谷垣禎一   | 二階俊博     | 福井俊彦                             | 牛尾治朗 奥田碩            | 本間正明 吉川洋         | 2005年10月31日 - 2006年9月26日  | 5     |
| 第1次安倍内閣 | 安倍晋三          | 塩崎恭久 | 大田弘子          | 菅義偉     | 尾身幸次   | 甘利明       | 福井俊彦                             | 御手洗冨士夫 丹羽宇一郎    | 伊藤隆敏 八代尚宏       | 2006年9月26日 - 2007年8月27日   |       |
| 第1次安倍内閣 | 安倍晋三          | 与謝野馨 | 大田弘子          | 増田寛也   | 額賀福志郎 | 甘利明       | 福井俊彦                             | 御手洗冨士夫 丹羽宇一郎    | 伊藤隆敏 八代尚宏       | 2007年8月27日 - 2007年9月25日   | 6     |
| 福田康夫内閣 | 福田康夫          | 町村信孝 | 大田弘子          | 増田寛也   | 額賀福志郎 | 甘利明       | 福井俊彦                             | 御手洗冨士夫 丹羽宇一郎    | 伊藤隆敏 八代尚宏       | 2007年9月26日 - 2008年3月19日   | 7     |
| 福田康夫内閣 | 福田康夫          | 町村信孝 | 大田弘子          | 増田寛也   | 額賀福志郎 | 甘利明       | 総裁空席                             | 御手洗冨士夫 丹羽宇一郎    | 伊藤隆敏 八代尚宏       | 2008年3月20日 - 2008年3月31日   | 8     |
| 福田康夫内閣 | 福田康夫          | 町村信孝 | 大田弘子          | 増田寛也   | 額賀福志郎 | 甘利明       | 白川方明（日銀副総裁・日銀総裁代行） | 御手洗冨士夫 丹羽宇一郎    | 伊藤隆敏 八代尚宏       | 2008年4月1日 - 2008年4月9日     | 8     |
| 福田康夫内閣 | 福田康夫          | 町村信孝 | 大田弘子          | 増田寛也   | 額賀福志郎 | 甘利明       | 総裁空席                             | 御手洗冨士夫 丹羽宇一郎    | 伊藤隆敏 八代尚宏       | 2008年4月9日 - 2008年4月15日    | 8     |
| 福田康夫内閣 | 福田康夫          | 町村信孝 | 大田弘子          | 増田寛也   | 額賀福志郎 | 甘利明       | 白川方明                             | 御手洗冨士夫 丹羽宇一郎    | 伊藤隆敏 八代尚宏       | 2008年4月15日 - 2008年8月2日    | 8     |
| 福田康夫内閣 | 福田康夫          | 町村信孝 | 与謝野馨          | 増田寛也   | 伊吹文明   | 二階俊博     | 白川方明                             | 御手洗冨士夫 丹羽宇一郎    | 伊藤隆敏 八代尚宏       | 2008年8月2日 - 2008年9月24日    | 9     |
| 麻生内閣 | 麻生太郎          | 河村建夫 | 与謝野馨          | 鳩山邦夫   | 中川昭一   | 二階俊博     | 白川方明                             | 張富士夫 三村明夫          | 吉川洋 岩田一政         | 2008年9月24日 - 2009年2月17日   |       |
| 麻生内閣 | 麻生太郎          | 河村建夫 | 与謝野馨          | 鳩山邦夫   | 与謝野馨   | 二階俊博     | 白川方明                             | 張富士夫 三村明夫          | 吉川洋 岩田一政         | 2009年2月17日 - 2009年6月12日   | 10    |
| 麻生内閣 | 麻生太郎          | 河村建夫 | 与謝野馨          | 佐藤勉     | 与謝野馨   | 二階俊博     | 白川方明                             | 張富士夫 三村明夫          | 吉川洋 岩田一政         | 2009年6月12日 - 2009年7月2日    | 11    |
| 麻生内閣 | 麻生太郎          | 河村建夫 | 林芳正            | 佐藤勉     | 与謝野馨   | 二階俊博     | 白川方明                             | 張富士夫 三村明夫          | 吉川洋 岩田一政         | 2009年7月2日 - 2009年9月16日    | 12    |
| 麻生内閣の総辞職から第2次安倍内閣成立までの間、鳩山由紀夫内閣、菅直人内閣、野田内閣においては国家戦略室が設置され、実質的に活動を停止 |                   |          |                   |            |            |              |                                      |                            |                         |                                 |       |
| 第2次安倍内閣 第3次安倍内閣 第4次安倍内閣                                                                                             | 安倍晋三          | 菅義偉   | 甘利明            | 新藤義孝   | 麻生太郎   | 茂木敏充     | 白川方明                             | 小林喜光 佐々木則夫        | 伊藤元重 高橋進         | 2013年1月9日 - 2013年3月25日    | 13    |
| 第2次安倍内閣 第3次安倍内閣 第4次安倍内閣                                                                                             | 安倍晋三          | 菅義偉   | 甘利明            | 新藤義孝   | 麻生太郎   | 茂木敏充     | 黒田東彦                             | 小林喜光 佐々木則夫        | 伊藤元重 高橋進         | 2013年3月26日 - 2014年9月3日    |       |
| 第2次安倍内閣 第3次安倍内閣 第4次安倍内閣                                                                                             | 安倍晋三          | 菅義偉   | 甘利明            | 高市早苗   | 麻生太郎   | 小渕優子     | 黒田東彦                             | 小林喜光 佐々木則夫        | 伊藤元重 高橋進         | 2014年9月3日 - 2014年9月16日    |       |
| 第2次安倍内閣 第3次安倍内閣 第4次安倍内閣                                                                                             | 安倍晋三          | 菅義偉   | 甘利明            | 高市早苗   | 麻生太郎   | 小渕優子     | 黒田東彦                             | 榊原定征 新浪剛史          | 伊藤元重 高橋進         | 2014年9月16日 - 2014年10月20日  |       |
| 第2次安倍内閣 第3次安倍内閣 第4次安倍内閣                                                                                             | 安倍晋三          | 菅義偉   | 甘利明            | 高市早苗   | 麻生太郎   | 宮澤洋一     | 黒田東彦                             | 榊原定征 新浪剛史          | 伊藤元重 高橋進         | 2014年10月21日 - 2015年10月7日  | 15    |
| 第2次安倍内閣 第3次安倍内閣 第4次安倍内閣                                                                                             | 安倍晋三          | 菅義偉   | 甘利明            | 高市早苗   | 麻生太郎   | 林幹雄       | 黒田東彦                             | 榊原定征 新浪剛史          | 伊藤元重 高橋進         | 2015年10月7日 - 2016年1月28日   | 16    |
| 第2次安倍内閣 第3次安倍内閣 第4次安倍内閣                                                                                             | 安倍晋三          | 菅義偉   | 石原伸晃          | 高市早苗   | 麻生太郎   | 林幹雄       | 黒田東彦                             | 榊原定征 新浪剛史          | 伊藤元重 高橋進         | 2016年1月28日 - 2016年8月3日    | 17    |
| 第2次安倍内閣 第3次安倍内閣 第4次安倍内閣                                                                                             | 安倍晋三          | 菅義偉   | 石原伸晃          | 高市早苗   | 麻生太郎   | 世耕弘成     | 黒田東彦                             | 榊原定征 新浪剛史          | 伊藤元重 高橋進         | 2016年8月3日 - 2017年8月3日     | 18    |
| 第2次安倍内閣 第3次安倍内閣 第4次安倍内閣                                                                                             | 安倍晋三          | 菅義偉   | 茂木敏充          | 野田聖子   | 麻生太郎   | 世耕弘成     | 黒田東彦                             | 榊原定征 新浪剛史          | 伊藤元重 高橋進         | 2017年8月3日 - 2018年10月2日    | 19    |
| 第2次安倍内閣 第3次安倍内閣 第4次安倍内閣                                                                                             | 安倍晋三          | 菅義偉   | 茂木敏充          | 石田真敏   | 麻生太郎   | 世耕弘成     | 黒田東彦                             | 中西宏明 新浪剛史          | 伊藤元重 高橋進         | 2018年10月2日 - 2019年1月8日    | 20    |
| 第2次安倍内閣 第3次安倍内閣 第4次安倍内閣                                                                                             | 安倍晋三          | 菅義偉   | 茂木敏充          | 石田真敏   | 麻生太郎   | 世耕弘成     | 黒田東彦                             | 中西宏明 新浪剛史          | [ 注 1 ]                | 2019年1月9日 - 2019年1月17日    |       |
| 第2次安倍内閣 第3次安倍内閣 第4次安倍内閣                                                                                             | 安倍晋三          | 菅義偉   | 茂木敏充          | 石田真敏   | 麻生太郎   | 世耕弘成     | 黒田東彦                             | 中西宏明 新浪剛史          | 竹森俊平 柳川範之       | 2019年1月18日 - 2019年9月11日   |       |
| 第2次安倍内閣 第3次安倍内閣 第4次安倍内閣                                                                                             | 安倍晋三          | 菅義偉   | 西村康稔          | 高市早苗   | 麻生太郎   | 菅原一秀     | 黒田東彦                             | 中西宏明 新浪剛史          | 竹森俊平 柳川範之       | 2019年9月11日 - 2019年10月25日  | 21    |
| 第2次安倍内閣 第3次安倍内閣 第4次安倍内閣                                                                                             | 安倍晋三          | 菅義偉   | 西村康稔          | 高市早苗   | 麻生太郎   | 梶山弘志     | 黒田東彦                             | 中西宏明 新浪剛史          | 竹森俊平 柳川範之       | 2019年10月25日 - 2020年9月16日  | 22    |
| 菅内閣 | 菅義偉            | 加藤勝信 | 西村康稔          | 武田良太   | 麻生太郎   | 梶山弘志     | 黒田東彦                             | 中西宏明 新浪剛史          | 竹森俊平 柳川範之       | 2020年9月16日 - 2021年6月1日    |       |
| 菅内閣 | 菅義偉            | 加藤勝信 | 西村康稔          | 武田良太   | 麻生太郎   | 梶山弘志     | 黒田東彦                             | 十倉雅和 新浪剛史          | 竹森俊平 柳川範之       | 2021年6月1日 - 2021年10月4日    |       |
| 第1次岸田内閣 第2次岸田内閣 | 岸田文雄          | 松野博一 | 山際大志郎        | 金子恭之   | 鈴木俊一   | 萩生田光一   | 黒田東彦                             | 十倉雅和 新浪剛史          | 竹森俊平 柳川範之       | 2021年10月4日 - 2021年11月9日   |       |
| 第1次岸田内閣 第2次岸田内閣 | 岸田文雄          | 松野博一 | 山際大志郎        | 金子恭之   | 鈴木俊一   | 萩生田光一   | 黒田東彦                             | 十倉雅和 中空麻奈 新浪剛史 | 柳川範之                | 2021年11月9日 - 2022年8月10日   | 23    |
| 第1次岸田内閣 第2次岸田内閣 | 岸田文雄          | 松野博一 | 山際大志郎        | 寺田稔     | 鈴木俊一   | 西村康稔     | 黒田東彦                             | 十倉雅和 中空麻奈 新浪剛史 | 柳川範之                | 2022年8月10日 - 2022年10月24日  | 24    |
| 第1次岸田内閣 第2次岸田内閣 | 岸田文雄          | 松野博一 | 後藤茂之          | 寺田稔     | 鈴木俊一   | 西村康稔     | 黒田東彦                             | 十倉雅和 中空麻奈 新浪剛史 | 柳川範之                | 2022年10月25日 - 2022年11月21日 | 25    |
| 第1次岸田内閣 第2次岸田内閣 | 岸田文雄          | 松野博一 | 後藤茂之          | 松本剛明   | 鈴木俊一   | 西村康稔     | 黒田東彦                             | 十倉雅和 中空麻奈 新浪剛史 | 柳川範之                | 2022年11月21日 - 2023年4月8日   | 26    |
| 第1次岸田内閣 第2次岸田内閣 | 岸田文雄          | 松野博一 | 後藤茂之          | 松本剛明   | 鈴木俊一   | 西村康稔     | [ 注 2 ]                             | 十倉雅和 中空麻奈 新浪剛史 | 柳川範之                | 2023年4月9日 - 2023年4月17日    | 27    |
| 第1次岸田内閣 第2次岸田内閣 | 岸田文雄          | 松野博一 | 後藤茂之          | 松本剛明   | 鈴木俊一   | 西村康稔     | 植田和男                             | 十倉雅和 中空麻奈 新浪剛史 | 柳川範之                | 2023年4月18日 - 2023年9月13日   | 28    |
| 第1次岸田内閣 第2次岸田内閣 | 岸田文雄          | 松野博一 | 新藤義孝          | 鈴木淳司   | 鈴木俊一   | 西村康稔     | 植田和男                             | 十倉雅和 中空麻奈 新浪剛史 | 柳川範之                | 2023年9月13日 - 2023年12月14日  | 29    |
| 第1次岸田内閣 第2次岸田内閣 | 岸田文雄          | 林芳正   | 新藤義孝          | 松本剛明   | 鈴木俊一   | 齋藤健       | 植田和男                             | 十倉雅和 中空麻奈 新浪剛史 | 柳川範之                | 2023年12月14日 - 2024年10月1日  | 30    |
| 石破内閣 | 石破茂            | 林芳正   | 赤澤亮正          | 村上誠一郎 | 加藤勝信   | 武藤容治     | 植田和男                             | 十倉雅和 中空麻奈 新浪剛史 | 柳川範之                | 2024年10月1日 - 現在            |       |

《表の注記》
1. ↑  2019年1月9日 - 2019年1月17日は、中西・新浪議員を含む民間議員の不在期間。内閣府HPの「経済財政諮問会議議員の変遷」PDFファイルを参照[9]。
2. ↑  2023年4月9日 - 2023年4月17日は、日銀総裁枠の議員の不在期間。内閣府HPの「経済財政諮問会議議員の変遷」PDFファイルを参照[9]。

上記表中の「備考」欄詳細：
1. 麻生の就任は、額賀のKSD事件に絡む大臣引責辞任に伴うもの。詳細は額賀の項を参照。
2. 福井の就任は、任期（5年）満了による速水の辞任に伴うもの。
3. 第1次小泉内閣第2次改造内閣の発足に伴う就任。
4. 細田の就任は、福田の年金保険料未納の発覚による官房長官辞任に伴うもの。詳細は福田の項を参照。
5. 第3次小泉改造内閣の発足に伴う就任。
6. 第1次安倍改造内閣の発足に伴う就任。
7. 福井の退任は、日銀総裁の任期満了に伴うもの。
8. 日銀総裁人事案の国会不同意に伴う総裁不在（空席）と、白川の副総裁就任→総裁就任の一連の経緯に伴うもの。詳細は白川の項を参照。
9. 福田康夫内閣改造内閣の発足に伴う就任。
10. 中川の辞任に伴うもの。与謝野が大臣を兼任したため10人体制に。
11. 鳩山の辞任に伴うもの。
12. 林の就任に伴うもの。与謝野が兼任から外れたため、再び11人体制に。
13. 第2次安倍改造内閣の発足に伴う就任。
14. 黒田の就任は、白川の任期満了前の前倒し辞任に伴うもの。なお、黒田の日銀総裁就任は2013年3月20日であるが、本会議議員の任命は3月26日である。
15. 宮澤の就任は、小渕の辞任に伴うもの。
16. 第3次安倍第1次改造内閣の発足に伴う就任。
17. 石原の就任は、甘利の辞任に伴うもの。
18. 第3次安倍第2次改造内閣の発足に伴う就任。
19. 第3次安倍第3次改造内閣の発足に伴う就任。
20. 第4次安倍第1次改造内閣の発足に伴う就任。
21. 第4次安倍第2次改造内閣の発足に伴う就任。
22. 梶山の就任は、菅原の辞任に伴うもの。
23. 岸田文雄内閣の発足に伴う民間有識者議員の任命[10][11]。
24. 第2次岸田第1次改造内閣の発足に伴う就任。
25. 後藤の就任は、山際の辞任に伴うもの。
26. 松本の就任は、寺田の辞任に伴うもの。
27. 黒田の退任は、日銀総裁の任期満了に伴うもの。
28. 植田の就任は、黒田の退任後の欠員補充。なお、植田の日銀総裁就任は2023年4月9日であるが、本会議議員の任命は4月18日である。
29. 第2次岸田第2次改造内閣の発足に伴う就任。
30. 林の就任は、松野の辞任に伴うもの。松本の就任は、鈴木の辞任に伴うもの（再任）。齋藤の就任は、西村の辞任に伴うもの。

## 歴史

### 橋本内閣
橋本行革による中央省庁再編の一環として内閣府が発足。内閣府設置法を根拠として首相権限の強化が図られた。組織管理で重要な金と人事のうち、金（=予算）を官邸で握るため、「財政」を付け加え、財政の基本的な枠組みや予算の基本方針を官邸で決定できるようにした。

### 小泉内閣
経済財政諮問会議は、従来の大蔵省主計局を主とした予算編成過程を、官邸主導型に転換する働きをしてきた。特に小泉純一郎首相は経済財政諮問会議を最も重要な政策会議と位置づけ、「骨太の方針」を打ち出すことによって与野党の“抵抗勢力”を退け、官邸主導の予算編成に活用した。
| 時期     | 事項                                                 | 形式                             |
| -------- | ---------------------------------------------------- | -------------------------------- |
| 6月      | 予算編成の基本的考え方について                       | 財政制度審議会財政制度分科会建議 |
| 6〜7月   | 経済財政運営と構造改革に関する基本方針（骨太の方針） | 閣議決定                         |
| 7月      | 予算の全体像                                         | 諮問会議とりまとめ               |
| 7月下旬  | 概算要求基準                                         | 閣議了解                         |
| 8月末    | 概算要求                                             |                                  |
| 11月下旬 | 予算編成の基本方針                                   | 閣議決定                         |
| 12月下旬 | 財務省原案                                           | 閣議提出                         |
| 12月下旬 | 予算政府案                                           | 閣議決定                         |
| 1月下旬  | 政府案国会提出,予算委員会                            |                                  |
| 1〜3月   | 国会審議                                             |                                  |

従来の予算編成は、8月に大蔵省が各省庁の概算要求を受けて査定し、年末に政府案として国会に提出された。政府案策定までの間に、各省と大蔵省、与党（自民党）幹部と大蔵省幹部などの折衝があり、実質的な調整が済んだ段階で政府案として提出された予算案は、大筋ではそのまま国会で可決され執行されることが多かった。この過程では、実質的な調整を担う大蔵省主計局と与党（自民党）政務調査会が、予算案策定に強い影響力を及ぼした。
小泉内閣以降の予算編成では、8月の概算要求に先立って経済財政諮問会議が経済成長率などのデータを検討したうえで「骨太の方針」を閣議決定し、予算の全体像をまず明らかにした。「骨太の方針」を踏まえて財務省が各府省の概算要求を査定する流れとなった。従来のような復活折衝は行われず、閣議決定が先行しているため与党幹部の影響力も限定的となり、予算編成への官邸の影響力が強まった。

### 鳩山内閣
2009年9月に誕生した鳩山由紀夫内閣は国家戦略室を設置し、経済財政諮問会議は開催されなくなり、事実上活動を停止した。
2010年2月、鳩山内閣は政治主導確立法案を国会に提出し、前述の国家戦略室を国家戦略局に改編した上で内閣府の経済財政諮問会議を廃止する方針を打ち出した。しかし、野党（特に自民党）の反発をうけ、2011年5月12日に第177回国会において撤回が承諾され、廃案となった。

### 第2次安倍内閣
経済財政諮問会議は2012年12月に誕生した第2次安倍内閣で復活することとなった。日本経済再生本部・産業競争力会議とともにアベノミクスの展開に係る金融・財政等重要政策について内外への意思表明が行われる場として活用された。
第一回は2013年1月9日に行われた。

### 岸田内閣
岸田内閣の看板政策である新しい資本主義が本諮問会議によってオーソライズされることにより、経済財政運営の指針としての「骨太方針」と成長戦略としての「新しい資本主義実行計画」は車の両輪の関係にあり、効率的に双方の意思疎通を図る場として経済財政諮問会議・新しい資本主義実現会議合同会議が開催された。
女性初の民間議員が任命された。

## 経済財政諮問会議が主導する具体的政策
航空自由化国土交通省に対し、アジア・ゲートウェイ構想における航空自由化（アジア・オープンスカイ）の具体化を担保するための工程表（航空自由化工程表）の提出を求めており、2007年11月26日開催の平成19年第28回経済財政諮問会議に最初の工程表が提出された。さらに、2008年5月20日開催の平成20年第12回経済財政諮問会議では、民間議員からの意見に応じ、国土交通省から、羽田空港の再拡張事業完了後、同空港の早朝深夜帯で欧米も含めた国際線に3万回の枠を配分し、6時台・22時台の国際線発着も認めることが表明された。

## 評価
経済財政諮問会議が設置された当時の第2次森改造内閣では、期間が短かったこともあって目立った成果をあげなかった。しかし、森内閣を引き継いで発足した小泉内閣では自民党内や官庁の反対派を抵抗勢力として退け、官邸主導の政治を行う上で重要な役割を果たした。
小泉内閣の下での経済財政諮問会議の成果としては、予算編成過程の改革、金融システム改革、郵政民営化、三位一体の改革、政策金融改革、規制改革、税制改革、経済成長戦略、歳出・歳入一体改革などが挙げられる。
一方で民間メンバーの内2人は日本経団連幹部であり、経団連の利害が強く反映されているのではないかという批判がある。
第21回参議院議員通常選挙のマニフェストで同会議の見直しを掲げていた国民新党は2008年1月、“経済財政諮問会議は格差拡大を助長しており、小泉内閣の遺物である”として、民主党や社民党などと共に同会議の廃止法案を共同提出する事を決めた。